# Meiosquilla lebouri
Meiosquilla lebouri is een bidsprinkhaankreeftensoort uit de familie van de Squillidae. De wetenschappelijke naam van de soort is voor het eerst geldig gepubliceerd in 1946 door Gurney.